# Clotilde Armand
Clotilde Marie Brigitte Armand, née le 28 juin 1973 à Pointe-à-Pitre, est une femme d'affaires et femme politique franco-roumaine.

## Biographie
Clotilde Armand naît en Guadeloupe, où son père effectue alors son service national et enseigne les mathématiques aux enfants guadeloupéens. Sa famille est originaire de Vichy, où elle a fréquenté l'école primaire et secondaire. Elle étudie à l'École centrale Paris, puis à l'Institut de technologie du Massachusetts, où elle rencontre son futur mari, Sergiu Moroianu, un chercheur roumain en mathématiques. Elle l'épouse en 1997 et part vivre à Bucarest en 1999. Durant les années suivantes, elle vit en France et en Allemagne, avant de retourner vivre à Bucarest.
En 2002, elle travaille pour Airbus en France et en Allemagne, où elle dirige un millier d'ingénieurs et dispose d'un budget d'un milliard d'euros. En 2005, elle devient la directrice IT de la branche roumaine de la société de distribution de gaz GDF Suez. De septembre 2013 à 2017, elle est à la tête de la branche roumaine et bulgare de la société française d'ingénierie Egis.
Elle acquiert la citoyenneté roumaine en 2015.
Lors des élections locales roumaines de 2016, elle est candidate pour le poste de maire du secteur 1 de Bucarest, sous l'étiquette de Union sauvez Bucarest (USB). Donnée gagnante le soir par les sondages, elle perd finalement face au candidat du Parti social-démocrate. En 2019, elle est élue députée européenne et est affiliée au groupe Renew Europe. 
À l'issue des élections municipales du 27 septembre 2020, elle devient la première femme maire du 1er arrondissement de Bucarest. 